# Акимова, Аделаида Игнатьевна
Аделаида Игнатьевна Акимова (1931—1984) — доярка, Герой Социалистического Труда (1966).

## Биография
Аделаида Акимова родилась  17 марта 1931 года в деревне Ново-Болобовщина (ныне — Монастырщинский район Смоленской области). После окончания семилетней школы работал дояркой в колхозе имели Ленина. В 1952 году переехала в село Никольское Гжатского (ныне — Гагаринского) района, где работала сначала кассиром, затем дояркой в колхозе имени Радищева.
В годы своей работы дояркой в колхозе имени Радищева Акимова добилась высоких показателей в производстве животноводческой продукции, в частности, получала рекордные удои молока. Многократно принимала участие в ВДНХ СССР, награждена несколькими золотыми и серебряными медалями выставки.
Указом Президиума Верховного Совета СССР от 22 марта 1966 года Аделаида Акимова была удостоена высокого звания Героя Социалистического Труда с вручением ордена Ленина и медали «Серп и Молот».
В 1973 году Акимова получила специальность зоотехника, после чего стала руководить племенной фермой крупного рогатого скота в том же колхозе. Активно занималась общественной деятельностью, избиралась членом Гагаринского городского комитета КПСС, партийного комитета колхоза, депутатом Никольского сельсовета. Скончалась 29 февраля 1984 года, похоронена в Никольском.
Была также награждена орденом Трудового Красного Знамени (1958) и рядом медалей. 